# Thomas Lord

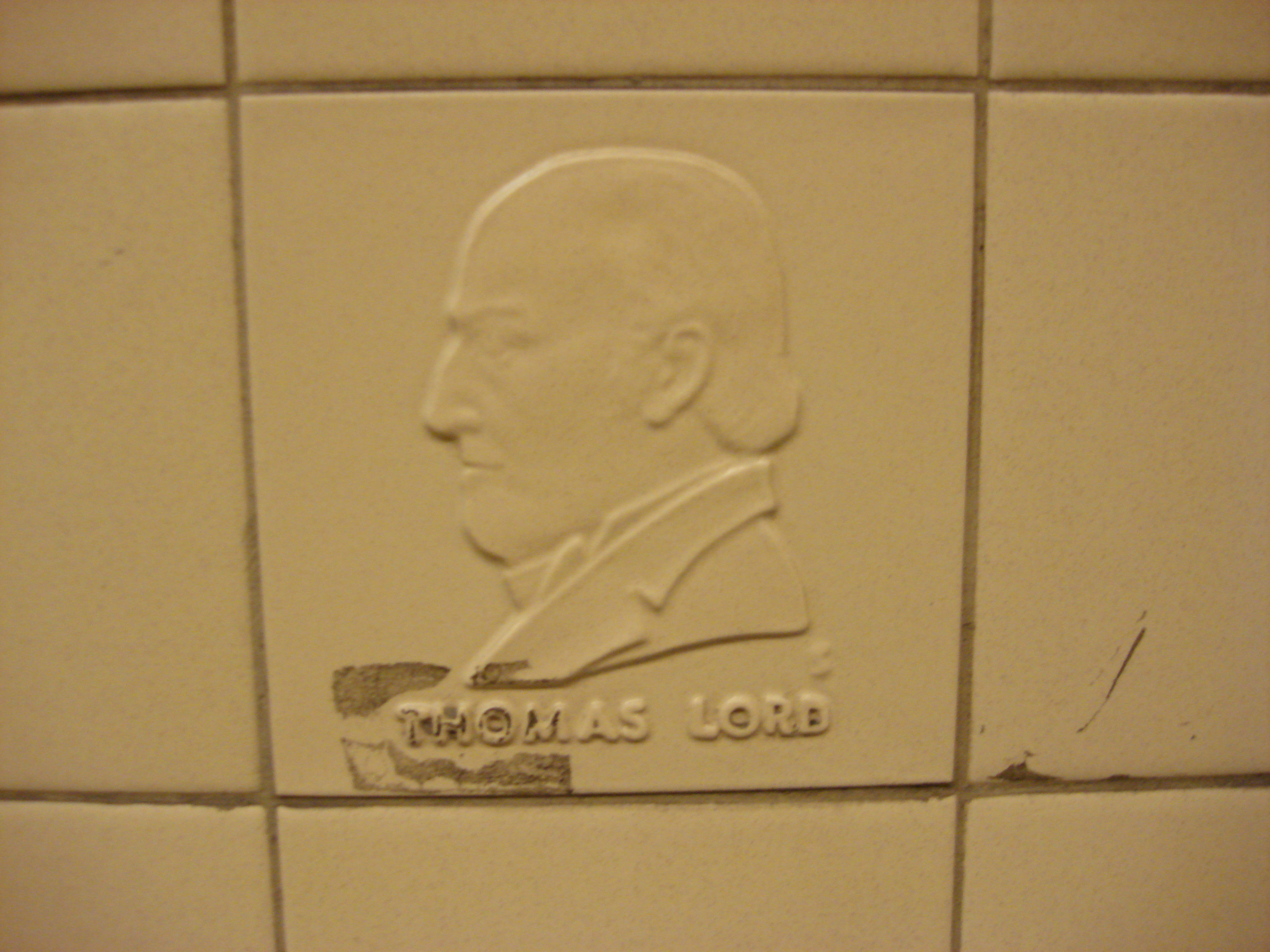
Een tegel met de afbeelding van Thomas Lord in metrostation St. John's Wood

Thomas Lord (23 november 1755 - 13 januari 1832) was een Engels cricketer. Hij is vooral bekend omdat hij Lord's Cricket Ground heeft opgericht.
Thomas Lord groeide op als zoon van een eigenerfde. Na zijn kindertijd (naar schatting rond 1780) verhuisde hij naar Londen waar hij een baan kreeg als bowler bij White Conduit Club. In 1786 vroegen enkele edelen die hoge functies hadden binnen de White Conduit Club om een nieuw terrein te vinden om te cricketten. De edelen deden dit verzoek omdat zij vonden dat White Conduit Club een te openbaar karakter zou hebben. Lord nam dit verzoek aan en zorgde voor een cricketveld op een nieuwe locatie (de eerste locatie van Lord's Cricket Ground). Met deze verhuizing werd de cricketafdeling gesplitst van de rest van White Conduit Club en zodoende ontstond Marylebone Cricket Club. Lord was ook actief betrokken bij de verhuizingen in 1810 en 1814 van Lord's Cricket Ground.